# Pierce Brown

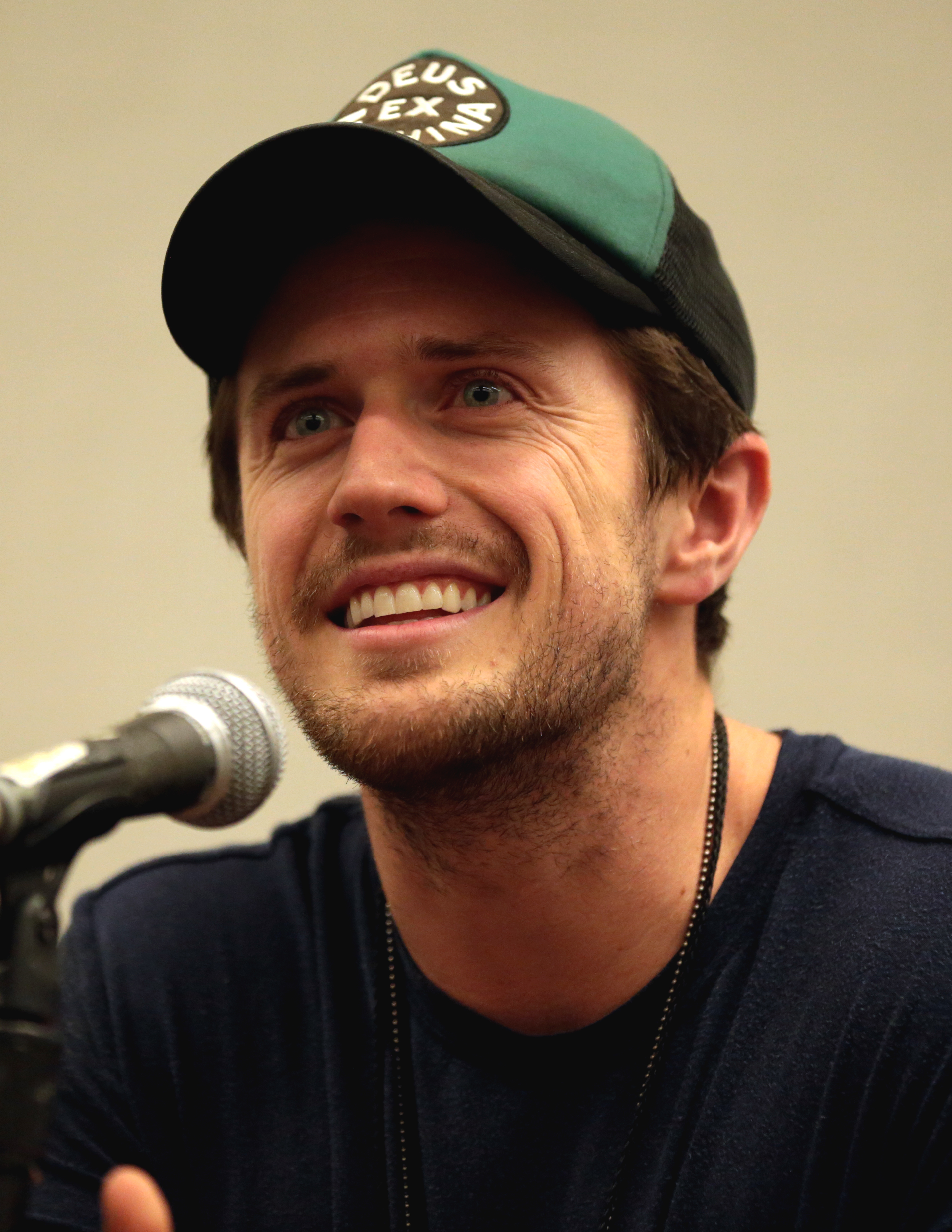
Pierce Brown

Pierce Brown (nacido el 28 de enero de 1988) es un autor estadounidense de ciencia ficción que escribe la serie Amanecer Rojo, que consta de Red Rising (2014), Golden Son (2015), Morning Star (2016), Iron Gold (2018), Dark Age (2019) y Light Bringer (2023).

## Vida personal
Pierce Brown creció en siete estados diferentes de Estados Unidos. Su madre, Colleen Brown, fue presidenta y directora ejecutiva de Fisher Communications.  y el presidente de la junta directiva de American Apparel. Su padre, Guy Brown, es un ex banquero local.
Brown se graduó de la Universidad de Pepperdine, donde se especializó en ciencias políticas y economía. Después de graduarse, trabajó en una variedad de trabajos en la política y en empresas tecnológicas emergentes. Brown trabajaba para NBC Page Program en Burbank, California y vivía en el garaje de su antiguo profesor de ciencias políticas cuando escribió: Amanecer Rojo en 2012.

## Carrera
Brown escribió seis novelas y enfrentó el rechazo de más de 120 agentes antes de vender Red Rising.  Escribió la novela en dos meses sobre el garaje de sus padres en Seattle, Washington.

Red Rising, publicado en 2014, recibió críticas positivas generalizadas, y alcanzó el puesto 20 en la lista de los más vendidos del New York Times. La secuela de 2015, Golden Son, alcanzó el puesto número 6 en la misma lista y fue igualmente elogiada por la crítica. En 2016, Morning Star alcanzó el número 1 en la lista de libros más vendidos del New York Times en tapa dura para adultos, libro digital y acumulativo. También alcanzó el número 1 en la lista de libros más vendidos de USA Today.
En febrero de 2014, poco después del estreno de Red Rising, Universal Pictures adquirió los derechos para una adaptación cinematográfica en una subasta de 7 cifras. Marc Forster está listo para dirigir, con Brown escribiendo el guion. Brown le dijo a Entertainment Weekly que después de completar la trilogía original, "me tomé un breve descanso, principalmente para estirar mis músculos como guionista". En febrero de 2016, la película aún estaba en desarrollo y Brown había escrito los dos primeros borradores. Dijo en marzo de 2016: "Escribí los dos primeros borradores de la película y ahora estamos en el tercero. Esperemos que tenga luz verde este año. La visión de los cineastas es ' Lawrence de Arabia en el espacio', que es terriblemente emocionante para mí, ya que es mi película favorita". Los derechos finalmente volvieron a Brown, y en enero de 2018 dijo que estaba desarrollando Red Rising como una serie de televisión. Brown confirmó en octubre de 2018 que el proyecto tenía un director y un showrunner, y agregó que los derechos cinematográficos también se habían revendido a un estudio no especificado.
Brown anunció una trilogía secuela en febrero de 2016, para comenzar con la novela Iron Gold en agosto de 2017. Una serie de cómics de precuela, Red Rising: Sons of Ares, debutó en mayo de 2017.
Brown dijo de su escritura:
Ha sido divertido que tomara vida propia. Siento que ni siquiera estoy creando tanto como revelando cosas, y eso es algo realmente genial para mí porque es muy divertido poder explorar mi propio mundo... Cualquiera que escriba libros es, al menos en su mayoría, un introvertido. Es increíble poder compartir esa parte interiorizada de mí mismo, ese pequeño mundo que nadie realmente conoce. Lo anoté en un cuaderno solo para volverme loco, y a la gente le encanta eso, es muy extraño. 
El autor ha dicho que su escritura ha sido "enormemente" influenciada por los comentarios de sus lectores, explicando:
Pude ver qué de repente yo conectaba con los lectores. Pueden enseñarme a ser un mejor escritor. Pude ver evolucionar las perspectivas de los lectores sobre Darrow y pude moldearlo para que evolucionara con eso. Tampoco quiero quitarle la imaginación al lector. No hablo demasiado sobre cómo se ven la mayoría de mis personajes, quiero que tengan una cualidad tonal en la que el lector crea la imagen por sí mismo.
Brown también destacó la popularidad de sus novelas entre la comunidad LGBT y dijo: "Es increíble que hayan encontrado un hogar en estos libros. . . Todas estas almas perdidas en mis libros se han conectado con la gente y lo encuentro increíblemente conmovedor".

## Recepción
Mac Snetiker de Entertainment Weekly escribió: "Brown ha llenado sus páginas con una asombrosa cantidad de acción y giros cinematográficos", y Jason Sheehan de NPR estuvo de acuerdo en que "Brown escribe personajes con virtudes y defectos... pero la trama es su obra más impresionante". Coraje  . . . Cada acción parece fluir hacia la siguiente.” Kirkus Reviews llamó a la tercera entrega, Mañana Azul, "Buenos capitulos y repleta de personajes que existen en un mundo de sombras entre la realidad y el mito, al igual que en Dune de Frank Herbert ... una conclusión ambiciosa y satisfactoria para una saga monumental".
Brown recibió el premio Goodreads 2014 Best New Novelist Award, así como el premio Goodreads Best Science Fiction Novel Award en 2015 por Hijo Dorado y en 2016 por Amanecer Azul.
- Amanecer rojo (2014)
- Hijo Dorado (2015)
- Mañana Azul (2016)
- Oro de hierro (2018)
- Edad Oscura (2019)
- Portador de luz (2023)
- Divinidad rojo (TBD)

### Cuentos cortos
- Star Wars: Desde cierto punto de vista – "Desert Son" (2017)

## enlaces externos
- https://www.piercebrown.com/
  - en Twitter
  - Pierce Brown en la base de datos de ficción especulativa de Internet

- Datos: Q19665989
- Multimedia: Pierce Brown / Q19665989